# Leonard Nitz
Leonard Nitz, född den 20 september 1956 i Hamilton, Ohio, är en amerikansk tävlingscyklist som tog OS-silver i lagförföljelsen och brons i den individuella förföljelsen vid olympiska sommarspelen 1984 i Los Angeles. 